# تروی (کارولینای شمالی)
تروی (به انگلیسی: Troy) شهری در ایالت کارولینای شمالی کشور ایالات متحده آمریکا است که جمعیت آن در سرشماری سال ۲۰۱۰ میلادی، ۳٬۱۸۹ نفر بوده‌است.